# Дромихет
Дромихет е владетел на гетите от двете страни на долния Дунав в земите на днешните България и Румъния около 300 пр.н.е.. Столицата му носи името Хелис, която според някои румънски историци е разположена на север от река Дунав (във Влашко). Откритата през 1982 г. Свещарска гробница в Западното Лудогорие в България поставя Хелис в тази околност, където са намерени останките на голям древен град и множество други тракийски гробници.
Древни източници (Страбон, Диодор Сицилийски, Полибий, Плутарх, Павзаний) описват победата му над Лизимах, цар на Тракия, бивш военачалник на Александър Македонски, който владеел крепостта Тиризис (днешна Калиакра).
Забележителното при Дромихет е неговата дипломация. След като заловил Лизимах, Дромихет организирал символично пиршество. По време на пира Лизимах бил гощаван с най-хубавите ястия и се хранел от сребърни съдове, докато гетите ядели съвсем скромно от дървени чинии. Намекът на Дромихет към Лизимах с това бил следният: „Щом имате такива сребърни чинии във вашата страна, защо дойде тук, за да вземеш нашите дървени чинии?“. Накрая Лизимах е освободен и изпратен с богати дарове. По този начин се установяват мирни отношения между него и гетите. По-късно този мир е скрепен с женитбата между Дромихет и дъщерята на Лизимах.